# Sásdy-Schack Béla
Schack Béla (Miskolc, 1859. július 11. – Budapest, 1936. november 29.) filológus, kereskedelmi szakíró.

## Élete
Középiskolába Miskolcon, Kassán és Bécsben járt, felsőbb tanulmányait ugyancsak Bécsben és Budapesten végezte, ahol előbb doktorátust, majd középiskolai tanári vizsgát is tett. Tanár volt Miskolcon, Kassán, Pozsonyban, ahol megalapította a Kereskedelmi Szakoktatás című havi folyóiratot. Ez a lap utóbb a kereskedelmi szakiskolai tanárok országos egyesületének  tulajdonába ment át, és a kereskedelmi szakoktatás központi közlönye lett. 1894-ben a budapesti kereskedelmi akadémia tanárává választották meg. Ismereteit és tapasztalatait Francia-, Német-, és Olaszországban, valamint Svájcban tett tanulmányútjain bővítette. 1898-ban és 1899-ben kormányzati megbízásból az nemzetközi kereskedelmi oktatási kongresszusokon vett részt Antwerpenben és Velencében. 1899. augusztus 10-én a kereskedelmi iskolák főigazgatójává nevezték ki, és ezt a tisztségét rövid megszakítás után 1920-tól ismét ő töltötte be.
1913-ban a Budapesten tartott VII. nemzetközi közgazdasági tanfolyamot s a X. nemzetközi kereskedelmi oktatási kongresszust szervezte, amelyeknek monumentális emlékiratait (Magyar közgazdaság és kultúra; A X. kereskedelmi oktatási kongresszus
iratai, 2 köt.) ő szerkesztette. Érdemei elismeréséül 1916-ban magyar királyi udvari tanácsosi címet kapott.
1919-ben a vallás- és közoktatásügyi minisztériumban a kereskedelmi oktatási ügyosztály vezetőjeként tevékenykedett. Ő szervezte meg a kereskedelmi szaktanárképzést. Tagja volt az ezredéves kiállítás zsűrijének.
1936. november 29-én este 11 órakor hunyt el 77 éves korában. A Farkasréti temetőben helyezték nyugalomra december elsején római katolikus szertartás szerint. Gyászmisét december 2-án mutattak be érte a Budapest Országúti Szent István első vértanú templomban. Síremlékét Szamosi Soós Vilmos készítette. Az alkotás már nem látható, a sírt idővel felszámolták.

## Családja
Felesége, Schack Béláné Engel Mária költőnő volt, verseskötete Azokkal, akik sírnak címmel jelent meg Budapesten, Hornyánszky Viktor Császári és Királyi udvari Könyvnyomdája kiadásában 1916-ban. Később a Hölgyek Naptára és az Új Idők című folyóiratban jelentek meg versei.
Leánya, Schack Manka (Pozsony, 1888. május 22. – Budapest, 1947. március 22.) az első magyar női zeneszerző.

## Művei

### Szakcikkek

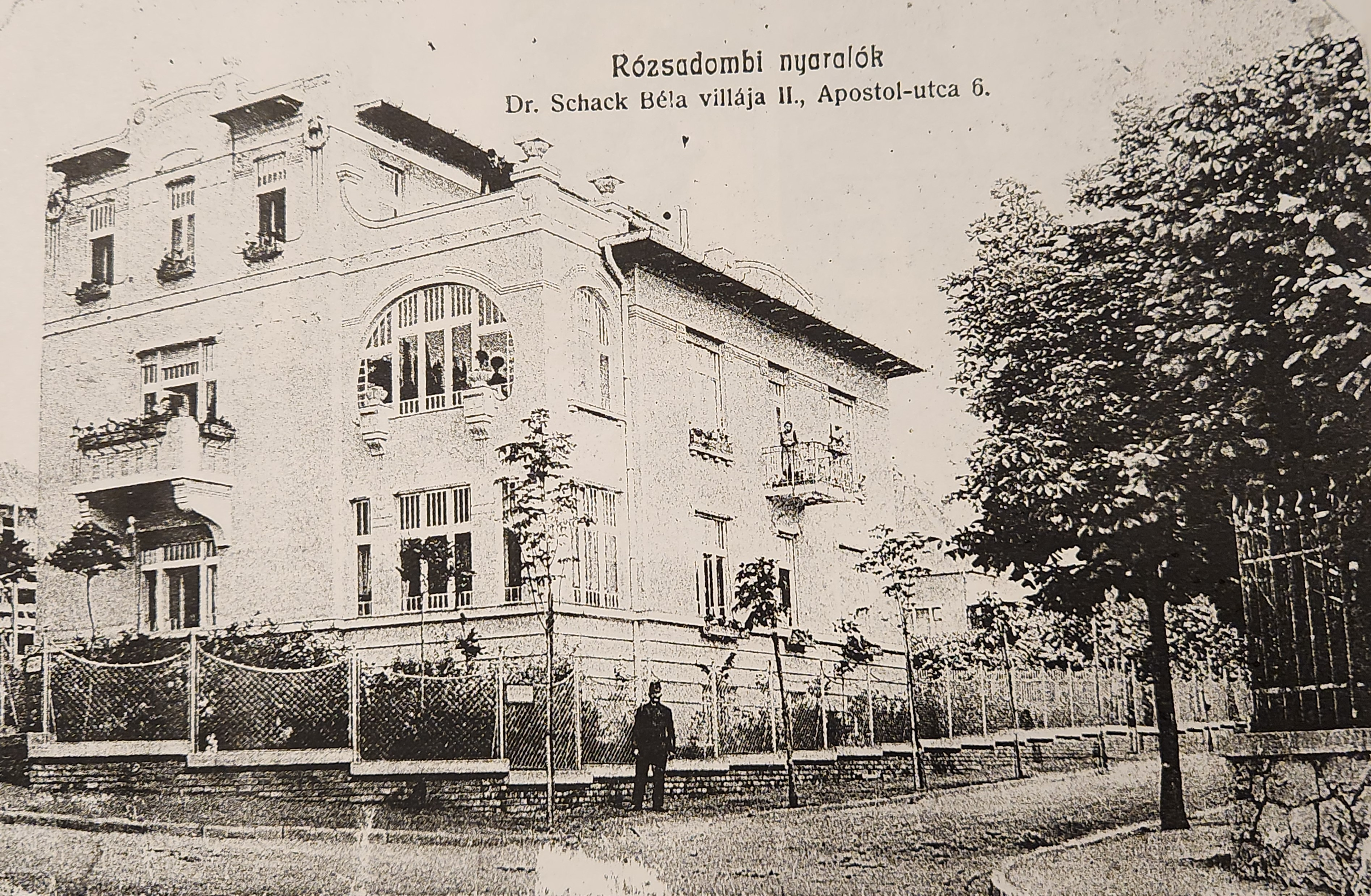
Schack Béla Budapest Apostol utcai villája (1910 körül)

1881-től írt tárcákat, rajzokat, elbeszéléseket különböző újságokba (Fővárosi Lapok, Magyarország és a Nagyvilág, Ország-Világ, Pesti Napló, Képes Családi Lapok, Neue Illustrirte Zeitung, Miskolcz, Borsodmegyei Lapok, Nyugatmagyarországi Hiradó, Bécsi Magyar Ujság, Wiener Leben, Pressburger Zeitung stb.). Később művészeti, társadalmi és tanügyi kérdésekkel foglalkozott (Pesti Napló, Pester Lloyd, Országos Középiskolai Tanáregyesület Közlönye, Egyetemes Tanügyi Közlöny, Zeitschrift für den deutschen Unterricht [Dresda], Süddeutsche Blätter für höhere Unterrichtsanstalten [Stuttgart], Egyetemes Philologiai Közlöny, Handels-Akademie [Lipcse]); számos cikket írt a szerkesztésében megjelenő Kereskedelmi Szakoktatásba, a Nyugat-magyarországi Hiradóba, a Magyar Paedagogiába. A fentiek mellett sok cikket fordított németre; hazai lapok számára pedig németből, franciából és angolból fordított.
Írói álneve Dontövy volt.
Munkatársa volt A Pallas nagy lexikonának, ahol a VIII. kötettől kezdve a német irodalmi életrajzokat írta.

### Könyvek
- Meisterwerke der bildenden Kunsts (Szendrei János után magyarból), I. és II. kötet, k. n., é. n. [1880-as évek][10]
- Albrecht Dürers Leben und Werke (Szendrei János után), Franklin Társulat, Budapest, 1886[10]
- A Sturm- és Drangkorszak drámaköltészete, Kilián Frigyes Kiadása, Budapest, 1886[11]
- Vezérfonal a francia nyelv beszélésére. Segédkönyv iskolai és magánhasználatra. Ottó E. művének 22. kiadása nyomán szerkesztette Schack Béla, Stampfel, Eder és Társai könyvnyomdája, Pozsony, 1887[12]  (2. kiadás: Varga Bálintal, Francia beszédgyakorlatok címen)
- Az élet meséiből, Révai Leó kiadása, Budapest, 1888[13]
- Német olvasókönyv alsófokú kereskedelmi iskolák I. és II. osztálya számára, Stampfel Károly Kiadása, Pozsony, 1890[14]
- Német olvasókönyv kereskedelmi középiskolák és akadémiák használatára. I. rész. Az alsó (I.) osztály számára. Függelék: Anyag az olvasmányok módszeres feldolgozásához. Stampfel Károly Kiadása, Pozsony, 1891 (több újabb kiadásban)[15]
- Magyar szöveg német fordítása. A középiskolák s az ezekkel egy fokon álló intézetek felsőbb osztályai számára összeállítva, szöveggyűjteménynyel és phraseologiával ellátva. Franklin-Társulat, Budapest, 1891[16]
- A német irodalomtörténet rövid vázlata. Kézirat gyanánt nyomatott. Stampfel Károly Kiadása, Pozsony, 1893[17]
- A német poetika és verstan rövid vázlata. Kézirat gyanánt nyomatott. Stampfel Károly Kiadása, Pozsony, 1893[18]
- Francia beszédgyakorlatok. (Vezérfonal a francia nyelv beszélésére.) Segédkönyv iskolai és magánhasználatra. Ottó Emil dr. műve alapján. 2., egyedül jogosított magyar kiadás. Stampfel Károly Kiadása, Pozsony, 1896[19]
- Kereskedelmi iskoláink és tanáraik a millennium esztendejében. A keresk. szakiskolai tanárok orsz. egyesülete megbizásából, Lampel Róbert Kiadása, Budapest, 1896[20]
- Pótló adatok a »Kereskedelmi iskoláink és tanáraik« a millenium esztendejében« czímű műhöz. I. rész. Felső kereskedelmi iskolák kiegészíve 1897. április elejéig. k. n., Budapest, 1897[21]
- Kereskedelmi iskoláink múltja és jelene, Lampel Róbert Császári és Királyi Könyvkereskedése, Budapest, 1903 (Magyar Kereskedők Könyvtára I. évfolyam, 8-9. szám)[22]
- Német olvasókönyv és nyelvgyakorló felső kereskedelmi iskolák használatára I-III. Athenaeum Irodalmi és Nyomdai Rt., Pozsony és (később) Budapest, 1903–1910 (több kiadásban, több átdolgozással)[23]
- Közép- és alsófokú kereskedelmi oktatás külföldön, Márkus Samu Nyomdája, Budapest, é. n. [1900-as évek eleje][24]
- Das kommerziale Bildungswesen in Ungarn, Wien, 1913[25]
- Svájc kereskedelmi oktatásügye, Lampel Róbert, Budapest, 1915[26]

### Társszerzőkkel írt művek
- (Hauser Rezsővel közös munka) Német nyelvtan a felső kereskedelmi iskolák mindhárom osztálya használatára, Stampfel Károly Nyomdája, Pozsony, 1903 (több kiadásban)[27]
- (Vincze Frigyessel közös munka) A kereskedelmi oktatásügy fejlődése és mai állapota Magyarországon. A külföldi kereskedelmi oktatásügy vázlatával, Franklin Társulat, Budapest, 1930[28]
- (Wirker Istvánnal közös munka) Kereskedelmi levelező és a kereskedelem ismertetése. Kereskedő-tanonciskolák és kereskedelmi szaktanfolyamok használatára, Lampel R. (Wodianer F. és Fiai) Könyvkiadóvállalata, Budapest, é. n. [1920-as évek] (több kiadásban)[29]

### Szerkesztett művek
- A kereskedelmi iskolai tanárok késmárki szünidei tanfolyamának emlékkönyve, Márkus Samu Nyomdája, Budapest, 1898[30]
- A kereskedelmi iskolai tanárok késmárki szünidei tanfolyamának emlékkönyve, Koczányi Béla Könyvnyomdája, Kassa, 1902[31]
- Magyar Kereskedők Könyvtára 1–40., Lampel Róbert Császári és Királyi Könyvkereskedése, Budapest, 1902–1906 (kereskedelmi könyvsorozat)[32]
  - érdekesség, hogy a sorozatnak az egyik kötetét (I. évfolyam, 8-9. szám) is ő írta (lásd fentebb)
- A felső kereskedelmi iskolai tanárok miskolci szünidei tanfolyamának emlékkönyve, Forster, Klein és Ludvig Nyomda, Miskolc, 1904[33]
- A magyar kereskedő könyve I–IV., Révai Testvérek Irodalmi Intézet Rt., Budapest, 1907–1911 (tematikus kereskedelmi enciklopédia)[34][35]
- Magyar közgazdaság és kultúra. A Budapesten 1913. augusztus 11-30. megtartott VII. nemzetközi Közgazdasági tanfolyam előadásai, Hornyászky Nyomda kiadása, Budapest, 1913[3][36]
- Az egységes magyar gyorsírás tankönyve I. Fogalmazási gyorsírás / Felső kereskedelmi iskolák, kereskedelmi tanfolyamok számára és magánhasználatra, Franklin-Társulat, Budapest, 1927[37]
- Révai Kereskedelmi, Pénzügyi és Ipari Lexikona I–IV., Révai Irodalmi Intézet, Budapest, 1929–1931 (betűrendes kereskedelmi lexikon)[38]
  - a mű megírásának igénye az Előszó szerint már közvetlenül A magyar kereskedő könyve megjelenése után felmerült, azonban a lexikon végül csak 20 évvel később készülhetett el

## Egyéb irodalom
- Gulyás Pál: Magyar írók élete és munkái – új sorozat I–XIX. Budapest: Magyar Könyvtárosok és Levéltárosok Egyesülete. 1939–1944.  , 1990–2002, a VII. kötettől (1990–) sajtó alá rendezte: Viczián János
- Uj Idők lexikona I–XXIV. (szerk.) Dr. Balla Antal – Dr. Benedek László – Dr. Bacsó Jenő – Dr. Angeli Ottó. Budapest: Singer és Wolfner Irodalmi Intézet Rt. 1936–1942.  , 21-22. kötet (Pozdorja–Szikes), Budapest, 1941, 5405. o.
- Traeger Ernő: Sásdy-Schack Béla emlékének, Budapest, 1939
- Deák Gábor: Schack Béla és a kereskedelmi szakoktatás In: Borsodi Szemle, 1962

## Egyéb További információk
- Schack Béla könyvei az Antikva.hu adatbázisában
- Schack Béla könyvei az Antikvarium.hu adatbázisában
- Schack Béla könyvei a Bookline.hu adatbázisában
- Schack Béla könyvei a Regikonyvek.hu adatbázisában